# Divinity: Original Sin II
Divinity: Original Sin II é um RPG eletrônico desenvolvido e publicado pela Larian Studios em 2017. Ele é a sequência do jogo Divinity: Original Sin, publicado em 2014, e o quinto título principal da série Divinity. Seu enredo se passa no mundo fantástico de Rivellon, que sofre cada vez mais ataques de monstros interdimensionais conhecidos como Voidwoken. O jogador assume o papel de um Sourcerer, um indivíduo com um tipo poderoso e perigoso de magia chamado Source, que tem a chance de ascender ao nível de divindade e salvar Rivellon da ameaça Voidwoken. O jogador tem uma perspectiva isométrica durante o jogo, e pode completar missões e desenvolver seu personagem, bem como interagir com personagens não jogáveis e participar de combates por turnos usando uma variedade de armas e habilidades.
Em agosto de 2015, a Larian Studios iniciou uma campanha de financiamento coletivo através do Kickstarter para o desenvolvimento de Divinity: Original Sin II, angariando mais de 2 milhões de dólares. Depois de um lançamento em acesso antecipado em setembro de 2016, o jogo completo foi lançado para Microsoft Windows em setembro de 2017. Uma versão melhorada, intitulada Divinity: Original Sin II - Definitive Edition, foi lançada para Windows, PlayStation 4 e Xbox One em agosto de 2018. O jogo foi lançado para macOS em janeiro de 2019, para Nintendo Switch em setembro de 2019 e para iPadOS em maio de 2021.
Divinity: Original Sin II foi aclamado pela crítica em seu lançamento, recebendo elogios por sua narrativa, personagens, sistema de combate e música. Ele foi um sucesso comercial, vendendo mais de um milhão de cópias em dois meses. O jogo recebeu múltiplos prêmios de diversas publicações especializadas, e foi citado como um dos melhores RPGs eletrônicos de todos os tempos por alguns críticos.

## Jogabilidade
Divinity: Original Sin II é um RPG eletrônico jogado a partir de uma perspectiva isométrica. O jogador começa o jogo selecionando um entre seis personagens pré-criados com histórias definidas ou criando um personagem customizado e escolhendo suas habilidades, raça, gênero, e história; as raças disponíveis para escolha são humano, elfo, lagarto, anão e morto-vivo, esta última uma novidade se comparado a Divinity: Original Sin. É possível jogar sozinho ou com até três companheiros em seu grupo. Todos os companheiros são completamente jogáveis, e podem ter interações únicas com o ambiente e com personagens não jogáveis. Também é possível separar e controlar individualmente cada membro do grupo, possibilitando táticas complexas de batalhas e diferentes oportunidades de interação. O jogo conta com modos de multijogador local ou online, competitivos ou cooperativos.
Embora Divinity: Original Sin II ofereça uma variedade de configurações de classe pré-criadas, ele possui um sistema de classes aberto que permite um alto grau de flexibilidade. O combate no jogo é baseado em turnos e usa um sistema de pontos de ação; em cada turno, o jogador pode realizar várias ações até esgotar seus pontos de ação. Inimigos podem ser derrotados usando habilidades de até dez famílias diferentes, muitas que também podem ser úteis fora de combate. Diferentes habilidades, quando combinadas, podem causar dano aumentado ou efeitos únicos. O jogador e seus inimigos podem utilizar plataformas mais altas e elementos do cenário como água, gelo, óleo e fogo a seu favor. Além de pontos de vida, personagens podem ser protegidos por armaduras físicas ou mágicas, evitando dano e estados negativos. Quando uma armadura é destruída, o personagem se torna vulnerável a dano direto e a sofrer estados negativos.
O jogador pode interagir com membros do grupo e com personagens não jogáveis. Uma árvore de diálogo oferece diversas opções selecionáveis para cada conversa. Muitas situações no jogo têm diversas soluções possíveis, resultando em consequências que afetam o mundo do jogo e a progressão do enredo. Todos os personagens não jogáveis podem morrer, mas matar certos indivíduos pode bloquear a progressão de certas missões ou forçar o jogador a encontrar outras formas de prosseguir.

## Desenvolvimento
A Larian Studios começou a desenvolver Divinity: Original Sin II efetivamente em 2015, depois de finalizar o desenvolvimento da edição melhorada de seu predecessor, Divinity: Original Sin. Para desenvolver o jogo, o estúdio expandiu de 40 para 130 funcionários e de um estúdio na Bélgica para quatro estúdios internacionais.
O jogo foi formalmente anunciado em 12 de agosto de 2015. Foi anunciado que o jogo receberia uma campanha de financiamento coletivo no Kickstarter a partir de 26 de agosto. Em menos de 12 horas, a campanha alcançou seu objetivo de 500 mil dólares. Alguns dos objetivos adicionais da campanha foram alcançados antes mesmo de seu anúncio. Ao final da campanha, todos os objetivos adicionais foram alcançados, com mais de 2 milhões de dólares angariados. A Larian anunciou que a empresa havia decidido voltar ao Kickstarter porque queria coletar opiniões da comunidade durante o desenvolvimento do jogo, bem como permitir a expansão de sua visão original para o jogo. A música do jogo foi composta por Borislav Slavov, que substituiu o antigo compositor da série, Kirill Pokrovsky, depois de seu falecimento em 2015.
O jogo foi lançado em acesso antecipado para Windows em 15 de setembro de 2016, e sua versão completa foi lançada em 14 de setembro de 2017. Apesar de um apagão em Gante, cidade sede da Larian Studios, no dia de seu lançamento, o jogo foi lançado com sucesso e alcançou um pico de 75 mil jogadores em simultâneo em uma semana, se tornando um dos jogos mais jogados na Steam na época. Além de receber uma atualização gratuita para a "edição melhorada" para jogadores que já possuiam o jogo original, ele também foi publicado para PlayStation 4 e Xbox One pela Bandai Namco Entertainment em 31 de agosto de 2018. Divinity: Original Sin II foi lançado para macOS em 31 de janeiro de 2019, para Nintendo Switch em 4 de setembro de 2019 e para iPadOS em 18 de maio de 2021.

## Recepção
Divinity: Original Sin II recebeu "aclamação universal" da crítica especializada de acordo com o agregador de críticas Metacritic. Diversos críticos e publicações consideraram o jogo um dos melhores RPGs eletrônicos de todos os tempos. Rick Lane da Eurogamer o considerou uma "obra-prima", pensando que se passariam muitos anos antes que ele jogasse outro RPG que chegasse perto de ser "tão rico de escolhas e carisma." Adam Smith da Rock Paper Shotgun afirmou que poucos jogos permitiam que os jogadores participassem de histórias tão boas quanto Original Sin II. Leif Johnson da IGN elogiou as histórias, missões, o combate tático e a rejogabilidade, chamando-o de um dos melhores RPGs de todos os tempos. A GameSpot deu ao jogo uma nota perfeita de 10/10, sendo o 14º jogo a recebê-la na história da publicação. Mike Williams da US Gamer chamou-o de o "pináculo" do gênero de RPGs para computadores, elogiando seus personagens, opções de interpretação de papeis, cenários e combate. Janine Hawkins da Polygon escreveu uma análise menos positiva do que a maioria, considerando o jogo "lindamente ambicioso", mas afirmando que ele falha em "juntar todas as peças."

### Vendas
Um mês depois de seu lançamento, o jogo havia vendido 700 mil cópias, ultrapassando a marca de um milhão de cópias vendidas em novembro de 2017.

### Prêmios
Divinity: Original Sin II foi indicado a "Melhor Design de Narrativa" e "Melhor Jogo de Aventura/RPG" no Titanium Awards; a "Jogo do Ano" e "Melhor História", também recebendo o segundo lugar entre os melhores jogos para PC e melhores RPGs na premiação "Best of 2017" da IGN. O jogo também recebeu uma indicação a "Melhor Jogo para PC" de 2017 pela Destructoid. A equipe da PC Gamer o elegeu como o seu jogo do ano de 2017, quando ele também foi indicado a "Melhor Jogo Cooperativo". A equipe da GameSpot o elegeu quinto melhor jogo do ano, enquanto a Eurogamer o posicionou como 11º melhor. Leitores e funcionários da Game Informer o premiaram com os títulos de "Melhor Exclusivo para PC", "Melhor Combate por Turnos" e "Melhores Missões Secundárias", bem como o segundo "Melhor Multijogador Cooperativo". O jogo foi indicado nas categorias de "Engenharia de Jogo" e "Jogo, Franquia de RPG" no NAVGTR Awards e nas categorias de "Melhor Design de Som em um Jogo Indie" e "Melhor Música em um Jogo Indie" no Game Audio Network Guild Awards. Ele também foi indicado em "Design de Música" e "Design Narrativo ou Escrita" no Develop Awards de 2018. As versões do jogo para PlayStation 4 e Xbox One foram indicadas para "Melhor RPG" no Game Critics Awards de 2018 e venceram o prêmio de "Melhor Jogo de RPG" na Gamescom de 2018, também sendo nomeadas para "Melhor Jogo de Estratégia".
| Ano  | Premiação                         | Categoria          | Resultado | Ref.   |
| ---- | --------------------------------- | ------------------ | --------- | ------ |
| 2017 | The Game Awards 2017              | Melhor Jogo de RPG | Indicado  | [ 62 ] |
| 2018 | 21st Annual D.I.C.E. Awards       | RPG do Ano         | Indicado  | [ 63 ] |
| 2018 | 14th British Academy Games Awards | Multijogador       | Venceu    | [ 64 ] |